# Карманов, Иван Иванович
Иван Иванович Карманов (15 июля 1930 — 28 ноября 2013) — советский и российский учёный в области агроэкономического почвоведения, член-корреспондент ВАСХНИЛ (1991).

## Биография
Родился в Ростове-на-Дону. Окончил МГУ (1954).
Учился в аспирантуре (1954—1957), затем работал в Почвенном институте им. В. В. Докучаева: младший (1957—1966), старший (1966—1975) научный сотрудник, заведующий отделом (1975—1995), главный научный сотрудник (с 1995 г.)
Доктор сельскохозяйственных наук (1974), член-корреспондент РАСХН (1991).
Специалист в области агроэкономического почвоведения.
Соавтор научных разработок по повышению эффективности использования земельных ресурсов.
Был одним из составителей почвенных карт и рекомендаций по рациональному и эффективному использованию земель для с.-х. объектов Бирманского Союза (Мьянма).
Награждён орденом Трудового Красного Знамени (1991).
Автор (соавтор) более 100 научных трудов, в том числе 29 книг и брошюр, из них 17 монографий.

## Основные публикации
- Почвы Алтайского края / соавт.: А. Н. Розанов и др.; АН СССР. Почв. ин-т им. В. В. Докучаева. — М.: Изд-во АН СССР, 1959. — 382 с.
- Спектральная отражающая способность и цвет почв как показатели их свойств / ВАСХНИЛ. Почв. ин-т им. В. В. Докучаева. X Междунар. конгресс почвоведов, М., 1974. — М.: Колос, 1974. — 351 с.
- Плодородие почв СССР: природ. закономерности и количеств. оценка / Почв. ин-т им. В. В. Докучаева. — М.: Колос, 1980. — 224 с. — (Науч. тр. / ВАСХНИЛ).
- Научные основы современных систем земледелия / соавт.: А. Н. Каштанов и др.; ВАСХНИЛ. — М.: Агропромиздат, 1988. — 255 с.
- Теоретические основы и пути регулирования плодородия почв / соавт.: Л. Л. Шишов и др.; ВАСХНИЛ. Почв. ин-т им. В. В. Докучаева. — М.: Агропромиздат, 1991. — 304 с.
- Природно-техногенные воздействия на земельный фонд России и страхование имущественных интересов участников земельного рынка / соавт.: Л. Л. Шишов и др.; Почв. ин-т им. В. В. Докучаева. — М., 2000. — 251 с.
- Почвенный покров и земельные ресурсы Российской Федерации / соавт.: В. Л. Андронников и др.; Почв. ин-т им. В. В. Докучаева, Рос. НИИ зем. ресурсов. — М., 2001. — 399 с.
- Методика почвенно-агроклиматической оценки пахотных земель для кадастра / соавт. Д. С. Булгаков; ГНУ Почв. ин-т им. В. В. Докучаева. — М., 2012. — 119 с.